# Felsőrajk, Zala
Felsőrajk  este un sat în districtul Nagykanizsa, județul Zala, Ungaria, având o populație de 762 de locuitori (2011). 

## Demografie
Componența etnică a satului Felsőrajk
     Maghiari (98,57%)
     Romi (1,43%)
Componența confesională a satului Felsőrajk
     Reformați (1,71%)
     Fără religie (1,31%)
     Necunoscută (96,59%)
     Luterani (0,39%)
     Alte religii (0,92%)
Conform recensământului din 2011, satul Felsőrajk avea 762 de locuitori. Din punct de vedere etnic, majoritatea locuitorilor (98,57%) erau maghiari, cu o minoritate de romi (1,43%). Nu există o religie majoritară, locuitorii fiind reformați (1,71%) și persoane fără religie (1,31%). Pentru 96,59% din locuitori nu este cunoscută apartenența confesională.